# 羽ノ浦町中庄
羽ノ浦町中庄（はのうらちょうなかのしょう）は、徳島県阿南市の大字。2010年10月1日現在の人口は3,026人、世帯数は1,028世帯。郵便番号は〒779-1101。

## 地理
阿南市の北部に位置。東は那賀川町八幡、南は那賀川町原、北は小松島市、西は羽ノ浦町宮倉、南西は羽ノ浦町岩脇に接する。

### 山岳
- 観音山

### 河川
- 中津川

### 小字
| - 池ノ上 - 市 - 壱本木 - 大久保 - 大知渕 - 梶島 - 上ナカレ | - 神木 - 川ノ上 - 川ノ東 - 川原畑 - かわら池 - 京満 - 蔵ノホケ | - 黒松 - 高田原 - 鴻ノ袖 - こしまえ - 小平畭 - 下久保 - 新ノ池 | - 洲崎 - 砂川原 - 千田池 - 段上 - とい添 - トキ内 - なかあい | - 中須 - 中塚 - 中塚後 - 中分 - 中屋 - なかれ - 那東原 | - 西角 - ハタイ - 花ノ池 - 原ノ内 - 原婦知 - びわくぼ - 平安寺後 | - 平安寺前 - ミタテフ - 南久保 - 宮ノ前 - やたけ - 若柳 |  |

## 歴史
2006年（平成18年）3月20日に那賀郡羽ノ浦町が阿南市と合併し、那賀郡羽ノ浦町大字中庄から阿南市羽ノ浦町中庄になる。

## 施設

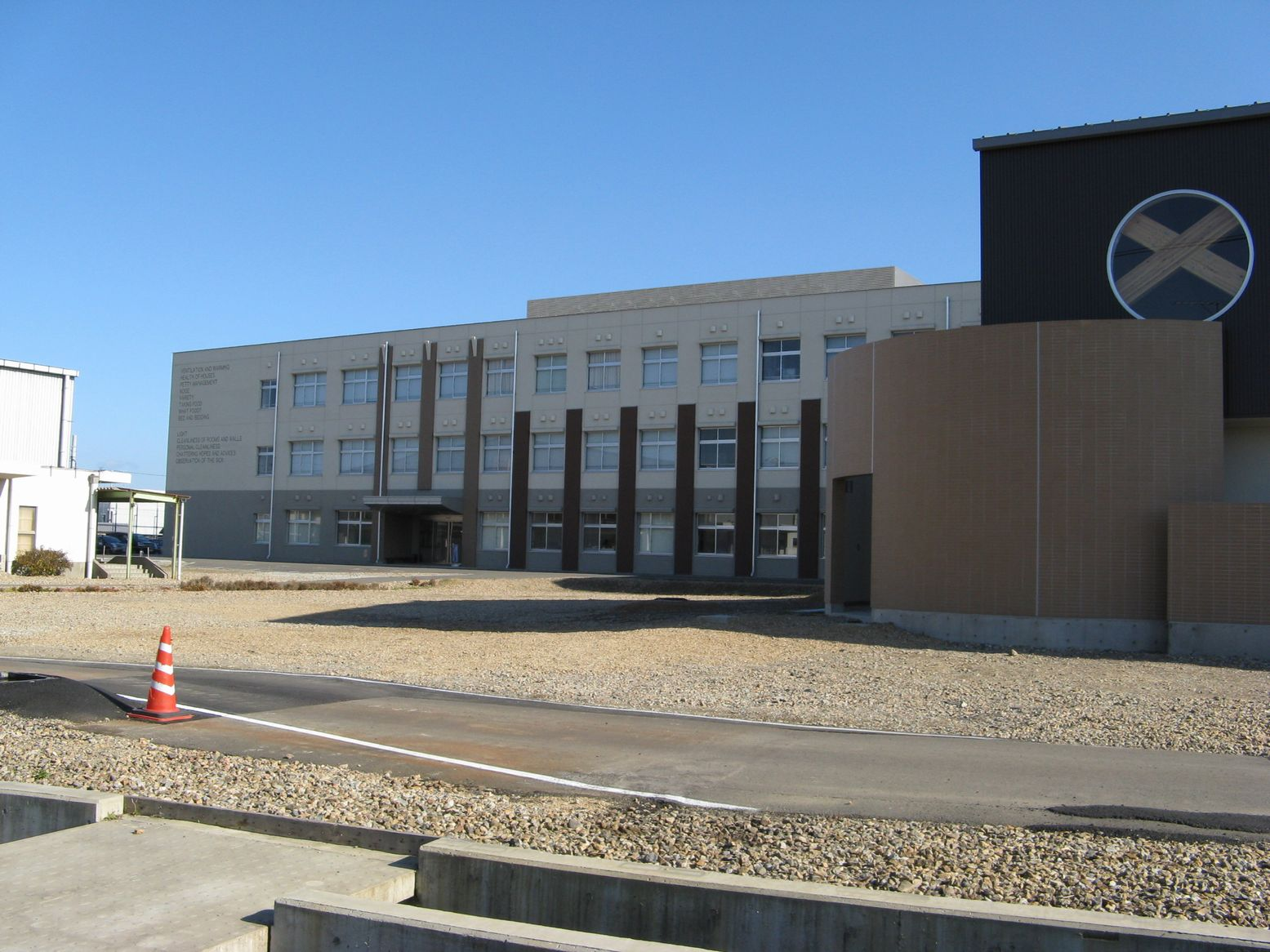
徳島県立富岡東高等学校羽ノ浦校

- 阿南共栄病院
- 阿南市情報文化センター（コスモホール）
- 阿南市立羽ノ浦図書館
- 徳島県立富岡東高等学校羽ノ浦校
- 阿南市立羽ノ浦小学校
- 拳正寺 - 阿波六地蔵霊場6番札所
- 羽浦神社

## 交通

### 道路
都道府県道
- 徳島県道128号阿南羽ノ浦線
- 徳島県道274号坂野羽ノ浦線
- 徳島県道275号敷地羽ノ浦線
- 徳島県道276号勝浦羽ノ浦線

### 路線バス
徳島バス
- 羽ノ浦
- 中分